# Lily Sergueiew
 (mars 2019).
Si vous disposez d'ouvrages ou d'articles de référence ou si vous connaissez des sites web de qualité traitant du thème abordé ici, merci de compléter l'article en donnant les références utiles à sa vérifiabilité et en les liant à la section « Notes et références ».
Nathalie Sergueiew, dite Lily Sergueiew (1912-1950), est une espionne ayant opéré durant la Seconde Guerre mondiale.

## Biographie
Nièce du général Ievgueni Miller, Lily Sergueiev naît le 26 janvier 1912 en Russie. Elle arrive à Paris en 1920.
Après avoir effectué le trajet de Paris à Varsovie à pied au début des années 1930, elle part de Paris pour Saïgon à bicyclette lorsque la Seconde Guerre mondiale interrompt sa route à la frontière iranienne. Correspondante pour le journal L'Intransigeant, elle offre quelques récits de son voyage à vélo tout en interviewant des personnalités politiques de haut rang. Rentrée en France après la défaite, elle apprend le métier d'espion avec les Allemands et devient leur carte maîtresse quand elle part pour le Royaume-Uni en 1944 avec un radio-émetteur. Mais elle aime la France et veut la voir libérée des Allemands. Elle entre au service des Britanniques comme agent double au sein du Système Double Cross.
Après la guerre, elle épouse un Américain et part vivre aux États-Unis, où elle meurt en 1950.

## Publications
- Mon voyage à pied, édition des Portiques, 1934 ; rééd. J. Susse, éditeur, 1946.
- Routes, risques, rencontres ; Paris — Alep à bicyclette 6000 km, les éditions J. Susse, 2e édition, 1944.
- Seule face à l'Abwehr, Paris, Fayard, 1966.